# Mesoleptus carinatus
Mesoleptus carinatus là một loài tò vò trong họ Ichneumonidae.